# St. Nicholas Cove
Die St. Nicholas Cove (englisch; bulgarisch залив Св. Никола saliw Sw[eti] Nikola) ist eine 920 m breite und 800 km lange Bucht an der Südküste von Coronation Island im Archipel der Südlichen Orkneyinseln. Sie wird nordnordwestlich von der Tophet Bastion und nördlich vom Mount Sladen überragt.
Britische Wissenschaftler kartierten sie 1963. Die bulgarische Kommission für Antarktische Geographische Namen benannte sie 2019. Namensgeber ist der Heilige Nikolaus von Myra, Namenspatron der Fischereischule in Burgas, deren Abgänger vielfach für die Gesellschaft Ocean Fisheries in Burgas arbeiteten, deren Fangflotte von den frühen 1970er Jahren bis in die frühen 1990er Jahre in den Gewässern um Südgeorgien, um die Kerguelen, um die Südlichen Orkneyinseln und die Südlichen Shetlandinseln sowie um die Antarktische Halbinsel operiert hatte.